# Federico Lombardi
Federico Lombardi SJ (Saluzzo, Piemont, 29 d'agost de 1942) és un prevere catòlic italià, actual Director de l'oficina de premsa de la Santa Seu i portaveu vaticà.

## Biografia
Lombardi va néixer a Saluzzo, al Piemont, però es crià a Torí. Ingressà a la Companyia de Jesús el 12 de novembre de 1960, estudiant filosofia a Gallarate (1962-1965), matemàtiques a Torí (1965-1969) i teologia al Col·legi Filosòfic-Teològic de Sant Jordi a Frankfurt am Main, Alemanya (1969-1973). El 1972 rebé l'orde sacerdotal. Treballa per la revista jesuïta La Civiltà Cattolica entre 1973 i 1977, sent secretari de redacció. Entre 1984 i 1990 serví com a Provincial de la província jesuïta d'Itàlia.

### Ràdio Vaticana
El 1991 Lombardi va ser nomenat director de la Ràdio Vaticana; i el 2005 director general. El 2001 va ser nomenat director general del Centre Televisiu Vaticà, càrrec que ocupà fins al 2013, quan va ser succeït per Dario Edoardo Viganò.

### Oficina de premsa de la Santa Seu
L'11 de juliol de 2006 el Papa Benet XVI el nomenà Director de l'oficina de premsa de la Santa Seu, en substitució de Joaquín Navarro-Valls, que havia ocupat el càrrec durant 22 anys. El nomenament de Lombardi a l'Oficina de premsa de la Santa Seu uní les direccions de la Radio i la Televisió vaticanes, càrrec que actualment segueixen sent conjunts.
En assumir el directorat, Lombari digué que no seria un "portaveu papal", car creia que a Benet XVI no li calia un intèrpret, dient que «no crec que el meu paper sigui explicar el pensament del papa o explicar el que ja diu ell d'una manera extraordinàriament clara i rica.» Es considera que està prenent una aproximació de més baix nivell que el seu predecessor.

## Crisis de comunicació
En una editorial per "Octava Dies", un programa setmanal del Centre Televisiu Vaticà, criticà les afirmacions fetes pel bisbe Richard Williamson, on negava l'extensió de l'Holocaust. Lombardi va ser criticat pel cardenal Dario Castrillon Hoyos pels problemes de comunicació revelats durant l'afer.
Lombardi afirmà que el Papa Benet XVI mai no havia estat membre de les Joventuts Hitlerianes, però els periodistes no trigaren a assenyalar que el cardenal Ratzinger havia admès al seu llibre de 1997 "Sal de la Terra" que havia format part d'aquell cos.
El 2009 Lombardi afirmà que «en casos com el discurs de Regensburg pronunciat per Benet XVI, l'afer bisbe Williamson, o la controvèrsia sobre les afirmacions de Benet XVI sobre els condons i l'amenaça del VIH i la SIDA a Àfrica... un cop ha passat la primera onada de crítiques, la gent pot pensar profundament... les reflexions posteriors són serioses, penetrant si estan ben argumentades»
Al setembre de 2012, Lombardi publicà un segon informe sobre els atacs a les missions diplomàtiques el 2012, condemnant la violència (el seu primer informe havia estat criticat pel columnistes catòlics per ometre la condemna explícita a la violència i per emfatitzar principalment sobre els sentiments religiosos dels musulmans).

## D'altres
A més de l'italià, parla francès, anglès i alemany; a més d'entendre i llegir castellà i portuguès.
A finals d'octubre de 2011, es dirigí en la seva editorial setmanal als 7.000 milions de nens nascuts a la terra.

## Honors
Gran Creu de Cavaller de l'orde al Mèrit de la República Italiana – 5 de febrer de 2007
 Gran Oficial de l'orde del Crist (Portugal) - 11 de maig de 2010
 Oficial de la Legió d'Honor - 22 de febrer de 2017